# Franz Rudolf
Franz Rudolf (* 26. August 1896 in Münster; † 10. Oktober 1988 in Gottmadingen) war ein deutscher Jurist und Politiker der Zentrumspartei.

## Leben und Beruf
Nach dem Besuch von Volksschule und Gymnasium studierte Rudolf Volkswirtschaften an den Universitäten Münster und Frankfurt am Main. Sein Studium unterbrach er 1917, zum Ende des Ersten Weltkriegs wurde er im Reserve-Infanterie-Regiment Nr. 13 in Münster eingesetzt. 1920 legte er sein kaufmännisches Diplomexamen und seine Promotion ab und war danach als wissenschaftlicher Hilfsarbeiter beim Verband deutscher Eisenwarenhändler in Mainz tätig. Seit 1921 war er Syndikus, zunächst bei den Gummiwerken Carl Stoeckicht in Offenbach am Main, ab Dezember 1923 bei der Maschinenfabrik Fahr in Gottmadingen, dort war er auch Rechtsbeistand und ab 1930 Prokurist.
Im August 1944 wurde er im Rahmen der „Aktion Gewitter“ durch die Gestapo verhaftet und verbrachte eine vorübergehende Haft im Gerichtsgefängnis in Singen.
Nach Kriegsende wurde er 1945 zum Präsidenten der Industrie- und Handelskammer Konstanz berufen, dieses Amt übte er bis 1949 aus.
Er war Mitglied der katholischen Studentenverbindung KStV Frankonia-Straßburg Frankfurt am Main im KV.

## Politik
Nach der Reichstagswahl am 5. März 1933 zog Rudolf in den Badischen Landtag ein, diesem gehörte er bis zur Auflösung am 14. Oktober 1933 an.

## Ehrungen
- 1957: Bundesverdienstkreuz 1. Klasse